# 田美
田美（？—？年），山東東昌府濮州人，軍籍。明朝政治人物。

## 生平
正德五年（1510年）庚午科山東乡试舉人，九年（1514年）甲戌科三甲第180名進士，授撫州府推官，十五年四月选授湖广道試監察御史，嘉靖二年（1523年）九月升山西按察司佥事，官至光禄寺少卿。